# Вулиця Євгена Коновальця (Київ)
Ву́лиця Євге́на Конова́льця — вулиця в Печерському районі міста Києва, місцевості Нова Забудова, Черепанова гора. Пролягає від Великої Васильківської вулиці до вулиць Михайла Задніпровського і Новогоспітальної.
Прилучаються вулиці Предславинська, Василя Тютюнника і Літня.
Переважну більшість споруд на вулиці зведено в 1950–70-х роках.

## Історія
Утворена 1961 року під назвою вулиця Щорса, на честь радянського військового діяча часів громадянської війни Миколи Щорса шляхом об'єднання:
- більшої частини Новогоспітальної вулиці (між вулицею Анрі Барбюса — нинішньою Василя Тютюнника та провулком Щорса; виникла в 2-й половині XIX століття, до кінця 1930-х років мала назву Прозорівський шлях)
- вулиці Сурикова (до 1938 — частина вулиці Німецько-Бухтєєвської, решту якої названо Кутузовською; простягалася від Новогоспитальної вулиці до бульвару Лесі Українки поблизу Круглої башти).

У 1970 році до вулиці приєднано частину Володимиро-Либідської вулиці (між вулицями Великою Васильківською та Анрі Барбюса — нинішньою Василя Тютюнника), що виникла в 1-й половині XIX століття.
У 1970-х роках унаслідок будівництва великого комплексу наукових і адміністративних споруд уздовж бульвару Лесі Українки, знесення старих військово-складських приміщень вулицю було скорочено.
У сучасних межах з 2000 року, коли кінцеву частину вулиці було перейменовано на честь Михайла Задніпровського.
Сучасна назва вулиці на честь українського громадсько-політичного діяча, голови Проводу українських націоналістів Євгена Коновальця — з 2015 року.

## Будівлі й заклади
- Українська студія хронікально-документальних фільмів (буд. № 18)
- Інститут екранних мистецтв Київського національного університету театру, кіно і телебачення імені Івана Карпенка-Карого (буд. № 18)
- Інститут проблем сучасного мистецтва Національної академії мистецтв України (буд. № 18д)
- Київський національний університет культури і мистецтв (буд. № 36)

## Зображення

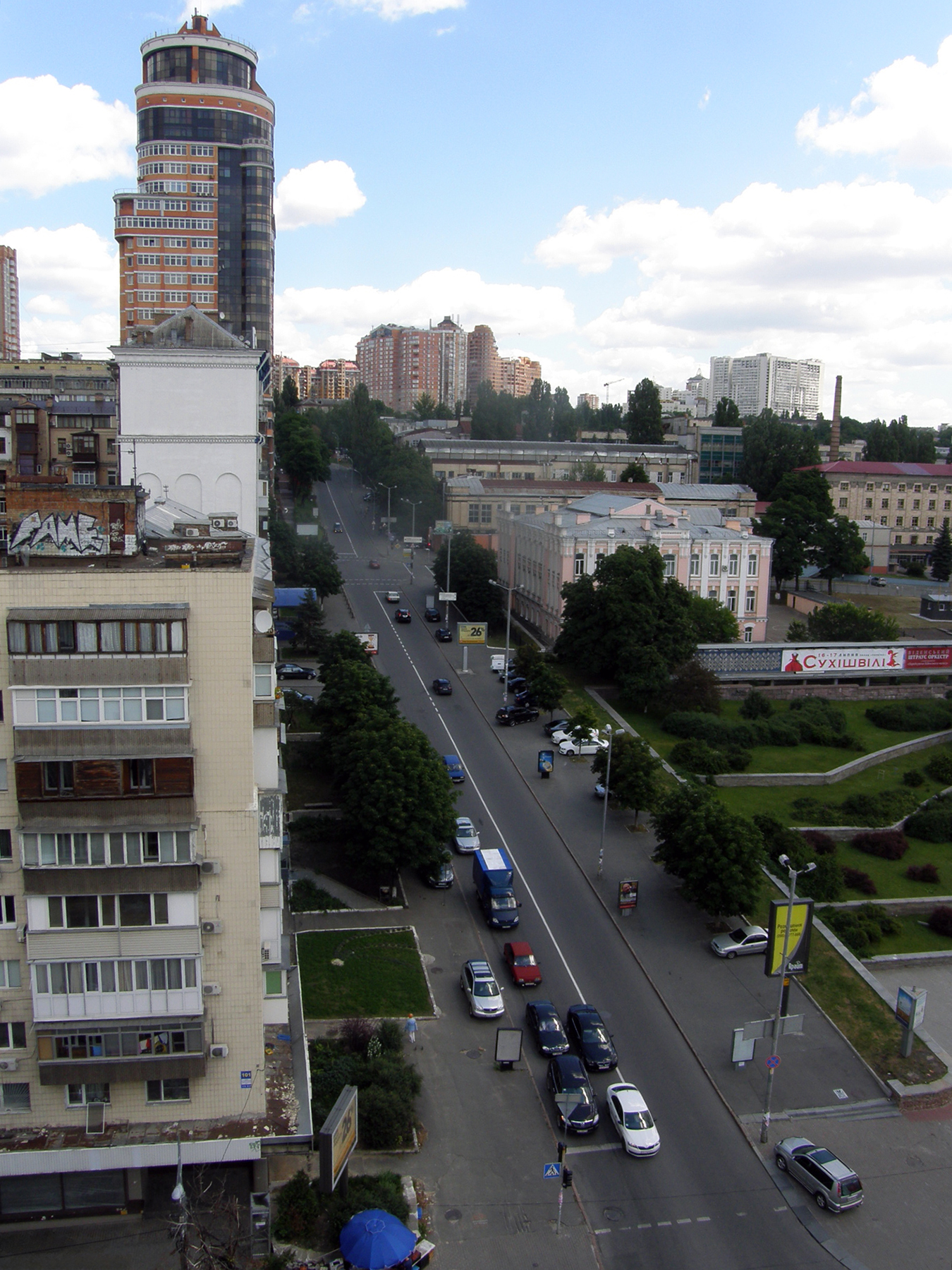
початок вулиці від Великої Васильківської вулиці
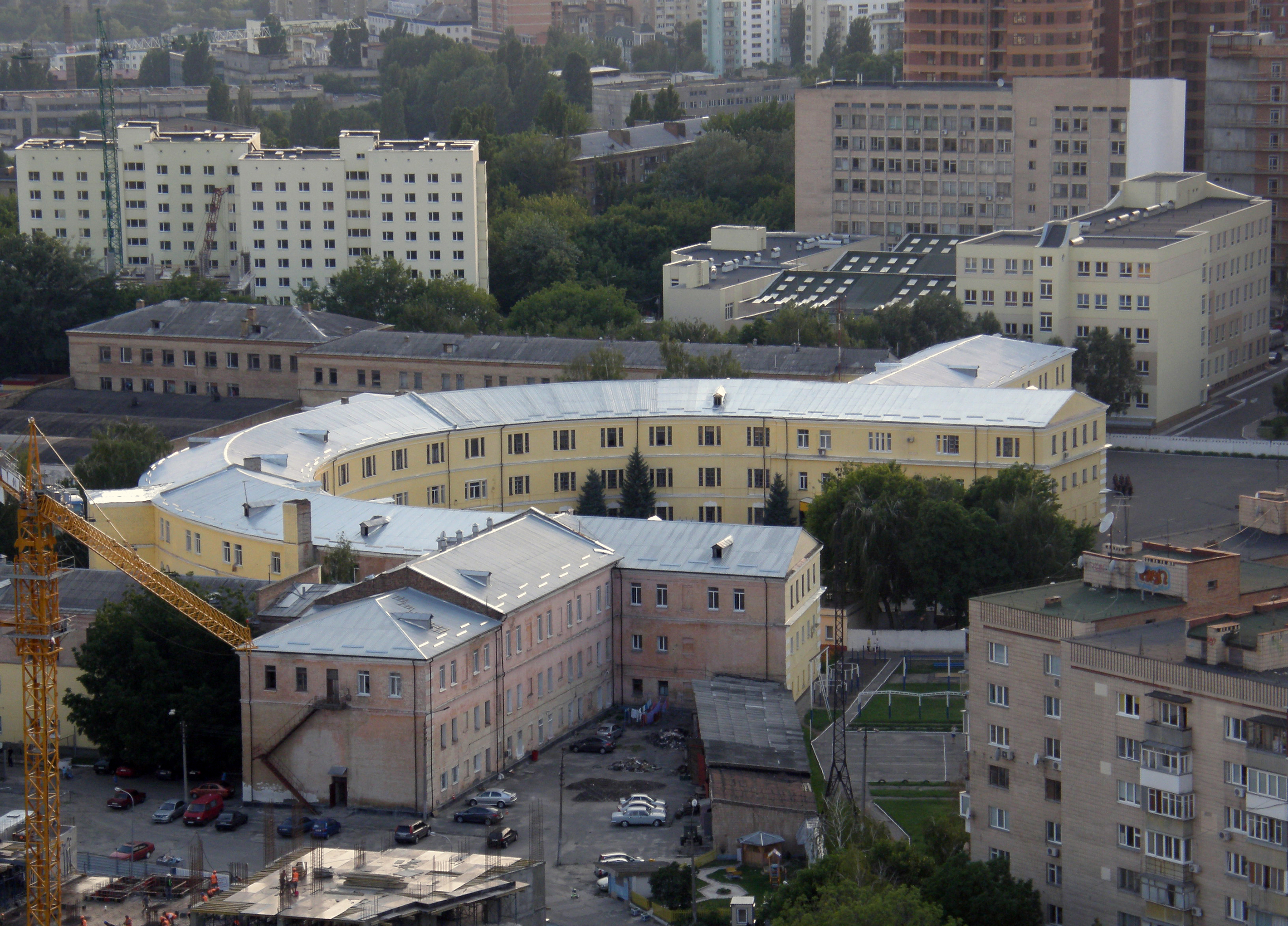
Вежа № 1 (редюїт) Васильківських укріплень Київської фортеці (буд. № 38)
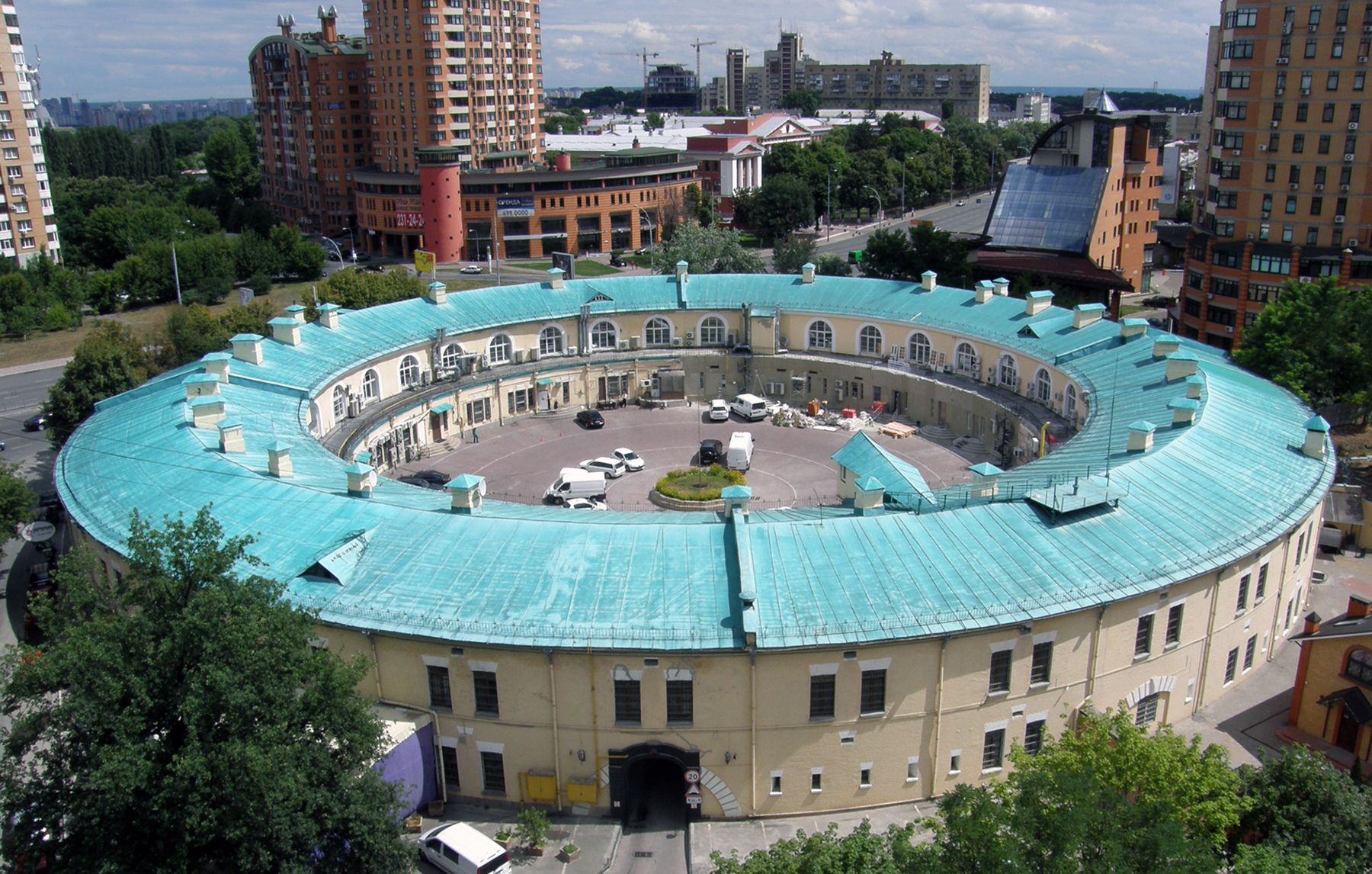
Кругла вежа (№ 2) Васильківських укріплень Київської фортеці (буд. № 44)
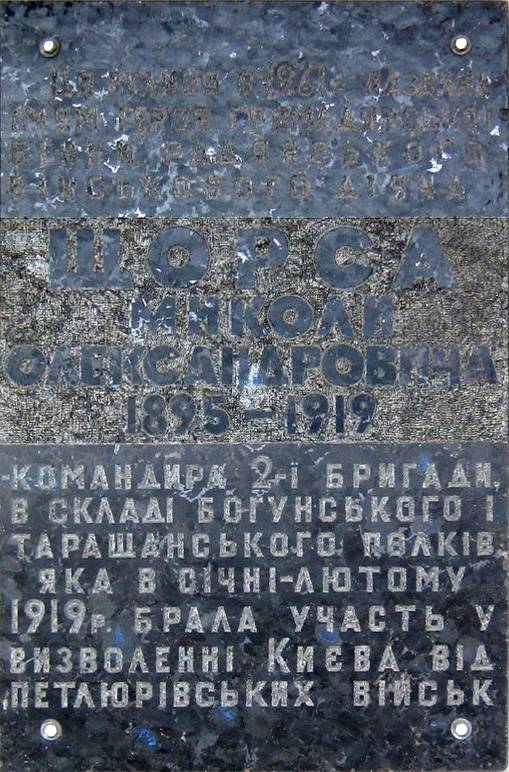
Колишня радянська анотаційна дошка (демонтована 2016 року)